# 內布利納峰國家公園

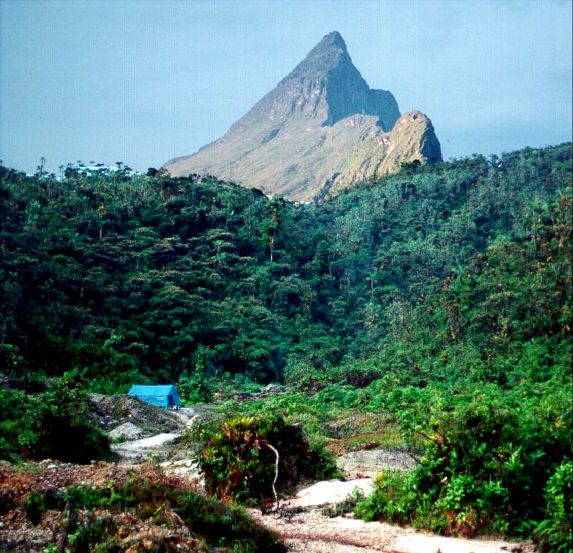

0°20′33″N 65°54′02″W / 0.342409°N 65.9006°W
內布利納峰國家公園（葡萄牙語：Parque Nacional do Pico da Neblina），是巴西的國家公園，位於該國西北部亞馬遜州，成立於1979年6月5日，佔地225.2萬公頃，覆蓋聖加布里埃爾達卡紹埃拉和聖伊莎貝爾杜里奧內格羅地區。